# Aznar (apellido)
Aznar es un apellido patronímico español de etimología discutida. Antiquísimo y de muy alta condición, muy vinculado a la historia de Aragón y Navarra.
Su primitiva casa solar pudo radicar en Jaca (Huesca). De acuerdo con el Instituto Nacional de Estadística, Aragón sigue siendo porcentualmente la zona donde mayor población lleva el apellido. También está presente en el País Vasco, La Rioja y Asturias.

## Posibles etimologías
La etimología de Aznar es discutida. Podría incluso tener más de un origen, y se le han dado diversas y no relacionadas etimologías posibles:
- Del árabe: hisn-annar (حصن النار) su significado sería "fortaleza de fuego" o de Ansar su significado sería "ayudante".
- Del euskera: azenari, «zorro».
- Del latín: asinarius, «criador de asnos».
- Del gótico: ishenhard, «de carácter, duro».

## Orígenes y antecedentes ilustres
La primera referencia que se tiene de este linaje se remonta al conde de Aragón Aznar I Galíndez quién, según las Genealogías de Roda, insertas en el Códice de Roda, fue vasallo de Carlomagno, aunque más probablemente se tratase de Ludovico Pío a quien el conde aragonés prestó homenaje y quien le encomendó el condado de Urgel-Cerdaña  una vez expulsado de Aragón. Su hijo, Galindo I Aznárez fue conde de Urgel y de Cerdaña  hasta 844 y después de Aragón desde ese año hasta 867. Aznar II Galíndez, hijo del anterior y su sucesor en el condado, casó con Onneca Garcés, hija del rey García Íñiguez de Pamplona y la reina Urraca.  El hijo de este matrimonio,  Galindo II Aznárez casó con Sancha Garcés con quien tuvo a Andregoto Galíndez, esposa del rey García Sánchez I de Pamplona.  El condado  de Aragón pasó al rey García una vez que el matrimonio con Andregoto fue anulado en 943 por razones de consanguinidad. El primer Aznar descendía de una importante familia vascona de Baigorri (allende el Pirineo), que tenía ramificaciones en Jaca, Sabrarbe, Ribagorza, etc.
En 850, aparece Dato Aznárez, junto con su yerno Mancio e hijo Aznar Dato (Ato), haciendo una donación al Monasterio de San Pedro de Siresa. 
La reina Toda (876-958) llevó el patronímico Aznárez, siendo hija del conde Aznar Sánchez de Larraun y de Onneca Fortúnez de Pamplona. 
La primera referencia auténtica y documentada de Guipúzcoa se remonta al año 1025 cuando el rey Sancho Garcés III de Pamplona confirma en el monasterio de San Juan de la Peña el testamento otorgado por García Aznárez senior de Ipuscua y su esposa Gayla, probablemente guipuzcoana.
Otro Aznar relevante de los tiempos del rey Jaime I, a quien siguió a la guerra, fue Juan Sabaster Aznar en 1235 quien luchó valerosamente contra los árabes en el reino de Valencia, y el rey, en recompensa a su valentía y a sus muchos servicios, le donó unas casas en la villa de Burriana.
Otro Aznar, de nombre Galcerán, fue muy apreciado por el rey Fernando I de Aragón quien le confió importantes embajadas. En 1413 fue enviado como embajador a Inglaterra, cerca de los duques de Clarence y de York, y en sus credenciales se leía lo siguiente: "Os mando al fiel Galcerán Aznar, oficial de mi casa".
Los Aznar se extendieron por Asturias, La Rioja y el País Vasco, probando su valor en las Órdenes de Santiago (1612), Carlos III (1810), San Juan de Jerusalén (1821) y Real Chancillería de Valladolid (1836).